# Chomérac
Chomérac (okcitansko Chaumeirac) je naselje in občina v jugovzhodnem francoskem departmaju Ardèche regije Rona-Alpe. Leta 1999 je naselje imelo 2.450 prebivalcev.

## Geografija
Kraj se nahaja v pokrajini Languedoc ob rečici Payre, 8 km jugovzhodno od središča departmaja Privas.

## Administracija
Chomérac je sedež istoimenskega kantona, v katerega so poleg njegove vključene še občine Baix, Le Pouzin, Rochessauve, Saint-Bauzile, Saint-Julien-en-Saint-Alban, Saint-Lager-Bressac in Saint-Symphorien-sous-Chomérac z 8.828 prebivalci. 
Kanton je sestavni del okrožja Privas.